# قائمة زملاء الجمعية الملكية المنتخبين في 1921
هذه الصفحة تعرض قائمة زملاء الجمعية الملكية المُنتخبين لعام 1921.

## الزملاء
- Wilfred Eade Agar [الإنجليزية]‏
- William Thomas Calman [الإنجليزية]‏
- فرانسيس أستون
- جورج أودني يول
- Arthur Harry Church [الإنجليزية]‏
- جورج درير
- Charles Stewart Middlemiss [الإنجليزية]‏
- Kennedy J. P. Orton [الإنجليزية]‏

## الأعضاء الأجانب
- ألبرت أينشتاين
- ألبين هالر
- بيتر زيمن
- إدموند ويلسون